# Nicholas Green
Nicholas Green, född den 4 oktober 1967 i Melbourne i Australien, är en australisk roddare.
Han tog OS-guld i fyra utan styrman i samband med de olympiska roddtävlingarna 1996 i Atlanta.